# Französische Badmintonmeisterschaft 1993
Die Französische Badmintonmeisterschaft 1993 fand in Lille statt. Es war die 44. Austragung der nationalen Titelkämpfe im Badminton in Frankreich.

## Titelträger
| Disziplin    | Sieger                                    |
| ------------ | ----------------------------------------- |
| Herreneinzel | Etienne Thobois                           |
| Dameneinzel  | Sandra Dimbour                            |
| Herrendoppel | Jean-Frédéric Massias Christophe Jeanjean |
| Damendoppel  | Sandrine Lefèvre Elodie Mansuy            |
| Mixed        | Manuel Dubrulle Virginie Delvingt         |